# Лифанов, Олег Николаевич
Олег Николаевич Лифанов (26 октября 1947 — 8 июля 2009) — советский боксёр, чемпион и призёр чемпионатов СССР, победитель розыгрышей Кубка СССР, чемпион Спартакиады дружественных армий 1972 и 1974 годов, мастер спорта СССР международного класса.. После завершения спортивной карьеры преподавал в одном из военных училищ. Майор в отставке. Один из основателей профессионального бокса на Украине. Работал в Национальной лиге профессионального бокса Украины. Судья международной категории.

## Спортивные результаты
- Бокс на летней Спартакиаде народов СССР 1971 года — ;
- Чемпионат СССР по боксу 1971 года — ;
- Чемпионат СССР по боксу 1972 года — ;
- Чемпионат СССР по боксу 1973 года — ;